# 1907-es magyar vívóbajnokság
Az 1907-es magyar vívóbajnokság a nyolcadik magyar bajnokság volt. A tőrbajnokságot április 27-én rendezték meg Budapesten, a Nemzeti Lovardában, a kardbajnokságot pedig április 27. és 28. között Budapesten, a selejtezőt a Nemzeti Lovardában, a döntőt a Vigadóban.

## Eredmények
| Versenyszám     | Arany              | Arany | Ezüst              | Ezüst | Bronz                 | Bronz |
| --------------- | ------------------ | ----- | ------------------ | ----- | --------------------- | ----- |
| Férfi tőrvívás  | dr. Tóth Péter MAC |       | Békessy Béla MAC   |       | Lestyánszky Dezső MAC |       |
| Férfi kardvívás | Békessy Béla MAC   |       | Mészáros Ervin MAC |       | Szántay Jenő MAC      |       |